# El efecto Iguazú
El efecto Iguazú és una pel·lícula documental espanyola del 2002 dirigida per Pere Joan Ventura Carol amb guió fet per ell i la seva companya Georgina Cisquella amb la col·laboració dels treballadors de Sintel del Campamento de la Esperanza. Segons el propi director, el títol "és una metàfora que fa referència al fet que l'aigua del riu brasiler baixi tranquil·la i de cop i volta es converteixi en una catarata molt violenta". Segons Georgina Cisquella, és "la part real de Los lunes al sol".

## Argument
El Campamento de la Esperanza és un campament aixecat a l'avinguda de la Castellana, en ple centre econòmic de Madrid, durant 187 dies com a protesta davant l'acomiadament de 1.800 treballadors de Sintel amb 50 anys després de la venda de l'empresa, la falta d'interlocutors, i la nul·la resposta del govern que es converteix en una reflexió sobre la globalització i el drama de l'atur.

## Premis
- Goya a la millor pel·lícula documental (2002)[4]
- Premi José María Forqué (2003)[5]
- Nominat a millor documental a la Seminci (2002).[6]
- Nominat als Premis Butaca a la millor pel·lícula catalana.[7]